# Хосе Альварес де Толедо и Сильва
Хосе Альварес де Толедо-и-Сильва (14 августа 1826, Мадрид — 15 февраля 1900, Мадрид) — испанский аристократ и политик, 18-й герцог Медина-Сидония и гранд Испании, также известный под титулом герцога Фернандина , который он носил при жизни своего отца и известен как " Пепе Фернандина " или " Пепе Медина-Сидония ", сенатор в Ревставрационных кортесах, который занимал важные придворные должности старшего майордома дворца и главного конюха во время регентства Марии Кристины.

## Биография

### Первые годы. Карлистское изгнание
Старший сын одной из влиятельных семей испанских грандов. Старший сын Педро де Алькантары Альвареса де Толедо, маркиза Вильяфранка-и-де-лос-Велес, герцога Медина-Сидония (1803—1867), и его жены Хоакины де Сильва-и-Тельес-Хирон (1803—1876). Он родился в фамильном дворце в Мадриде 14 августа 1826 года и в тот же день был крещен в соседней церкви Сан-Андрес с именами Хосе и Хоакина, последнего в честь его бабушки по материнской линии, маркизы де Санта-Крус. Как наследник Дома Медина-Сидония, он носил титулы герцога Фернандина и графа Ньебла.
Семья поселилась в Неаполе с начала Карлистской войны, его отец постепенно приближался к делу дона Карлоса: сначала он тайно финансировал его, а в 1836 году открыто принял его, так как он присоединился к штабу претендента в так называемой Королевской экспедиции. В ответ центральное правительство издало указ о конфискации всего их имущества в Испании, что поставило маркиза Вильяфранка в деликатное экономическое положение, спасенное только их многочисленными владениями в Королевстве Обеих Сицилий.
Маркиз Вильяфранка выполнял важные дипломатические поручения претендента при дворах Санкт-Петербурга и Вены. За последней последовали маркиза и их дети, поэтому герцог Фернандина получил образование в Терезианской военной академии и после ее окончания входил в состав драгунского полка принца Виндиш-Греца с 1844 по 1845 год.
Неаполь, однако, продолжал оставаться семейной базой, и там жили его дяди-близнецы, герцог Бивона и граф Склафани, а также её сестра Тереза, и другие ее взрослые сестры, принцесса Колонна и графиня Коллесано, жены двух известных неаполитанских дворян. В этом городе мы видим герцога Фернандина в 1847 году, уже женатого на своей кузине Розалии Каро, дочери также карлистского маркиза Ла-Романа и его тети Томасы, сестры его отца. Вот как Хуан Валера, тогда прикомандированный к испанскому посольству и друг герцога, рассматривает это в своей корреспонденции .
Война закончилась в 1840 году, и, согласно Вергарскому соглашению, сторонники карлистов, признавшие королевой Изабеллу II, могли сохранить свои должности и рабочие места, а также вернуть то, что было захвачено во время войны. Маркиз не хотел воспользоваться амнистией и продолжал в изгнании служить советником дона Карлоса, а затем его сына, графа Монтемолина, после его отречения от престола в 1845 году. Герцог Фернандина не разделяла решения отца, она настаивала на том, чтобы он изменился, и он выступил посредником с правительством, чтобы добиться его помилования и снятия ареста с его имущества.
Таким образом, герцог Фернандина возвращается в Испанию и добивается реституции фамильного вотчины, в которой предстояло распутать многочисленные вопросы, вытекающие из отмены манориального режима, а также его распределения между всеми наследниками предыдущего маркиза Вильяфранка, за отмену майоратов. Его отец, с другой стороны, остался на стороне графа Монтемолина, мотаясь между Лондоном, Брюсселем и Неаполем.

### Герцог Фернандина при испанском дворе и обществе
Поглощенный своими родовыми делами, герцог Фернандина поселяется в Мадриде, в своем доме на улице Дон-Педро, и берется за восстановление дворца Санлукар. Наконец, в 1851 году маркиз Вильяфранка пошел по его стопам: после провала второго восстания карлистов он подчинился Изабелле II и вернулся в Испанию. Затем его сын начинает получать отличия своего ранга как старший сын дома первого гранда: Орден Калатравы в том же году и ключ дворянина палаты в 1856 году.
Герцог и герцогиня Фернандина полностью интегрированы в мирскую жизнь Мадрида. В прессе того времени мы можем найти их на свадьбе инфанты Амелии Испанской с принцем Адальбертом Баварским, на дворцовых балах, где герцог вальсирует с королевой, и на приемах и театральных вечерах герцогини Мединасели и графини Монтихо на ее знаменитой вилле в Карабанчеле. Пепе Фернандина, отличавшийся внешностью, также был известным наездником, а герцогиня Розалия считалась «первой наездницей королевства».
Одно из самых ярких светских событий произошло во время визита в Испанию его родственницы императрицы Евгении в 1863 году, единственного, который она совершила в качестве супруги Наполеона III Бонапарта. По пути через Севилью герцог Фернандина устроил щедрую охоту в заповеднике Доньяна, обширном семейном поместье на берегу Гвадалквивира. Герцог проткнул кабана с большим безрассудством и отвагой, о чем педантично сообщали французские и испанские газеты. Ввиду успеха на следующий год он предложил императрице «испанскую охоту» в Версале, за свой счет, с андалузскими лошадьми, собаками и прыгунами с шестом, которых он зафрахтовал поездом для этого случая.
Менее чем за десятилетие положение маркиза Вильяфранка полностью восстановлено. Хотя маркиз ведет себя сдержанно и проживает в основном в Андалусии, ему предоставлены прерогативы в соответствии со своим статусом: в 1860 году он назначается сенатором как самостоятельный гранд, как это предусмотрено действующей Конституцией, а в 1862 году получает Большой крест Ордена Карлоса III. В 1865 году герцог Фернандина также вошел в Сенат тем же путем, что и его отец, после того как он дал ему свой титул маркиза де Лос-Велес. Точно так же младшие братья Алонсо и Педро были пожалованы титулами маркизов Марторель и Вальдуэза и были связаны с видными семьями сторонников королевы Изабеллы посредством их соответствующих браков с внучкой маркиза Мирафлорес и дочерью генерала Лары.

### Герцог Медина-Сидония
10 января 1867 года после смерти своего отца Хосе Альварес де Толедо и Сильва унаследовал титулы 18-го герцога Медина-Сидония, 13-го маркиза де Вильяфранка-дель-Бьерско и остальные титулы дома Медина-Сидония.
Его общественная жизнь была прервана революцией 1868 года, свергнувшей королеву Изабеллу II, а также во время краткого правления короля Амадео Савойского и последовавшего за ним республиканского периода. После монархической реставрации 1875 года герцог Медина-Сидония возвращается на первый план. Фактически, он входит в число грандов, назначенных Министерством-Регентством для приема Альфонсо XII в Валенсии по его прибытии на испанскую территорию и сопровождения его до его триумфального въезда в Мадрид. Кандидат консерваторов Кановаса, на выборах в следующем году он избран сенатором от провинции Кадис, где он был крупнейшим владельцем и главным налогоплательщиком. Однако герцог почти не развивал парламентскую деятельность и не имел политического профиля, каким впоследствии станет его сын граф Ньебла, член либеральной партии и вечный депутат кортесов от округа Медина-Сидония (с 1885 по 1895 год, почти постоянно), в системе Caciquismo, которая была парадигмой Реставрации.

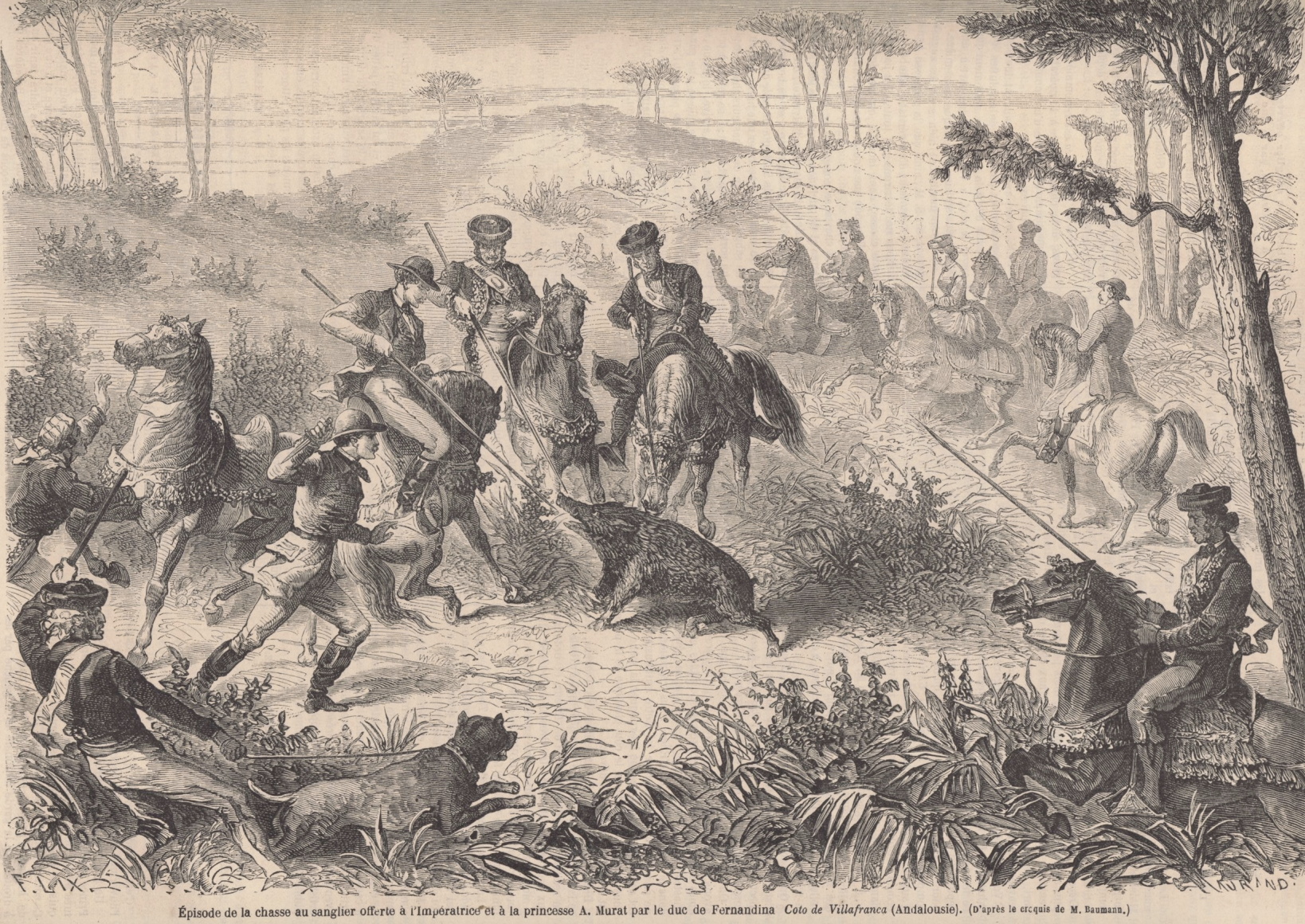
Охота, организованная герцогом Фернандина в честь императрицы Евгении и Анны Мюрат в его усадьбе «Кото-де-Вильяфранка» (ныне Доньяна), 1863 год.

Герцог Медина-Сидония сосредотачивается на своей придворной карьере, перемежающейся семейным несчастьем в 1880 году, когда в результате несчастного случая погиб его второй сын, маркиз Молина, которому едва исполнилось восемнадцать лет. условиях абсолютного преобладания маркиза Альканьеса, близкого и доверенного лица короля, герцог Медина-Сидония выполняет выдающиеся дворцовые функции, такие как сопровождение короля и королевы в их поездке в Португалию в 1882 году или во время визита, который монархи Португалии совершили в Мадрид, в котором герцогиня была личной дамой королевы Марии Пии Савойской. Также в 1883 году герцог присутствует на коронации российского императора Александра III в Москве, входивший в состав испанской делегации во главе с герцогом Монпансье, членом которой также был его двоюродный брат, маркиз Каса-Фуэрте.
Этот выбор, несомненно, был обусловлен его особой близостью к герцогу Монпансье, у которых была летняя резиденция в Санлукар-де-Баррамеда, рядом со старинным дворцом Медина-Сидония. На самом деле, когда королевская семья посетила Санлукар в 1882 году по случаю помолвки инфанты Эулалии Испанской с её двоюродным братом, инфантом Антонио Орлеанским, сыном герцога Монпансье, их всех развлекали Медина Сидония и графы Ньебла.
Окончательный подъем герцога Медина-Сидония закончился со смертью короля в ноябре 1885 года. Его вдова, королева Мария Кристина, ныне регент от имени еще не родившегося Альфонсо XIII, не очень уважала маркиза Альканьес, которого она обвиняла в распутного поведения своего покойного мужа и отстранила его от руководства. Его должности были распределены следующим образом: должность старшего главы дворца перешла к маркизу Санта-Крус, до этого старшего майордома королевы, а должность старшего майордома короля временно, поскольку королевство находилось в регентстве — вместе с должностью старшего конюшего перешли к герцогу Медина-Сидония, который также стал возможным преемником своего дяди Санта-Крус.

## Брак и дети
Герцог женился в Эрпеле (Пруссия) 26 сентября 1846 года на своей двоюродной сестре Розалии Каро-и-Альварес де Толедо (31 августа 1828 — 14 июня 1903), дочери Педро Каро-и-Саласа, 4-го маркиза Ла-Романа (1802—1855), гранда Испании, и Марии дель Росарио Томасы Альварес де Толедо у Палафокс (1805—1870), сестра его отца. У супругов было пять детей:
- Мария Альварес де Толедо-и-Каро (4 июля 1847—1929), 22-я графиня Адерно (уступка титула отцом). Она вышла замуж за Ортуньо де Эспелета, 5-го графа Эхауза (1846—1919), впоследствии 4-го герцога Кастротерреньо и ранда Испании. Он был сыном Хосе Марии де Эспелета, 2-го графа Эспелета де Вейре, гранда Испании, и Марии Соледад де Саманьего-и-Аспрер.
- Алонсо Альварес де Толедо-и-Каро (6 августа 1850 — 13 октября 1897), 22-й граф Ньебла (с 1892 года), 15-й маркиз Лос-Велес и гранд Испании. Муж Марии Тринидад Кабальеро-и-Мугуиро, дочери Андреса Кабальеро, 1-го маркиза Сомосанчо, и Хосефы Мугуиро-и-Уриарте, умер без потомства, не успев унаследовать отцовские титулы.
- Инес Альварес де Толедо-и-Каро (12 марта 1857 — 31 декабря 1937), 16-я маркиза Касаса в Африке (с 1891 года). Жена Фернандо Рамиреса де Аро-и-Патиньо, который после смерти отца был 13-м графом де Вильярьесо, а с 1916 года также 13-м графом Борноса и грандом Испании. Сын Фернандо Рамиреса де Аро, 12-го графа Вильярьесо, и Марии дель Патросинио Патиньо-и-Осорио из рода маркизов Кастелар
- Хосе Альварес де Толедо-и-Каро (29 июля 1862—1880), 17-й маркиз Молина, наследник своего деда в 1868 году. Умер холостым.
- Хоакин Альварес де Толедо-и-Каро (28 декабря 1865 — 9 июня 1915), 18-й маркиз Молина с 1882 года по наследству от своего брата, а затем в 1901 году 19-й герцог Медина-Сидония и гранд Испании. Женат на своей кузине Розалии Каро-и-Каро, дочери Карлоса Каро, 18-го графа Кальтавутуро, брата его матери, и Марии де ла Энкарнасьон Каро-и-Гумусио.

## Обращение
- 14 августа 1820 год — 8 апреля 1864 год:  Его Превосходительство герцог Фернандина, граф Ньебла
- 8 апреля 1864 год — 3 декабря 1868 год:  Его Превосходительство герцог Фернандина, маркиз Лос-Велес
- 3 декабря 1868 год — 15 февраля 1900 год: Его Превосходительство герцог Медина-Сидония  .

## Дворянские титулы
- 18-й герцог Медина-Сидония, гранд Испании
- 14-й маркиз де Вильяфранка-дель-Бьерсо, гранд Испании
- 14-й маркиз де Лос-Велес, гранд Испании
- 12-й герцог Фернандина
- 15-й герцог Монтальто
- 11-й принц Монтальбан
- граф Коллесано
- граф Адерно
- 16-й «граф» Кальтавутуро
- Сеньор Петралии Соттана-и-Сопрана

## Награды
- Кавалер ордена Золотого руна (Испания, 14 июля 1890 г.)
- Кавалер Ордена Карлоса III (13 августа 1883 г.; кавалер Большого креста (Испания, с 10 декабря 1867 г.)
- Кавалер ордена Калатравы (Испания, 24 марта 1890 г.; кавалер ордена с 1857 г.)
- Крест Ордена Благотворительности (Испания)
- Большой крест Ордена Непорочного зачатия Девы Марии Вила-Висозской (Португалия, 1883 г.)
- Большой крест ордена Святого Александра Невского (Россия, 1883 г.)
- Большой крест ордена князя Данила I (Черногория)
- Большой крест ордена Таково (Сербия)
- Большой крест ордена Белого слона (Сиам).